# Aurel Stoian
Aurel Stoian (n. 24 aprilie 1886, Bran, comitatul Brașov, Monarhia Austro-Ungară – d. 26 ianuarie 1979, probabil Bran, județul Brașov, România) a fost medic militar, medic de spital, fost președinte al Consiliului Național și Gărzii Naționale din Bran, delegat la Marea Adunare Națională de la Alba Iulia din 1 decembrie 1918 din partea Cercului Tohanu-Vechi, președinte al ASTREI și al Societății „Crucea Roșie” filiala Bran, deputat eparhial al satelor brănene și medic-căpitan între anii 1939-1940.

## Familie și studii
Aurel Stoian s-a născut în data de 24 aprilie 1886 la Bran, într-o familie cu un dezvoltat spirit patriotic față de România. Tatăl acestuia a fost în tinerețe primar al comunei Bran, iar mai apoi președintele al districtului „ASTRA” pentru satele din jurul Bran-ului, inoculându-i viitorul medic dragostea față de poporul român, prin exemplu lui. La intrarea trupelor române în Transilvania, în august 1916, tatăl împreună cu o mătușă a viitorului medic i-au întâmpinat pe aceștia cu pâine și sare, fapt pentru care la reîntoarcerea trupelor austro-ungare a fost arestat și închis la Vácz. Mama sa, Elisabeta Stoian, fiică de grănicer din comuna Orlat de lângă Sibiu, a inoculat și ea spiritul patriotic sufletul viitorului medic, prin exemplul familiei sale, deoarece avusese un unchi, maiorul Gheorghe Banciu, ce scrisese o carte cu tentă patriotică despre grăniceri români, ceea ce i-a adus demiterea din cadrul armatei habsburgice și întemnițarea pentru șase luni.
Urmează școala primară în localitatea natală, plecând apoi la Brașov pentru a continua liceul. Studiile de medicină le urmează la Facultatea de Medicină din Budapesta, unde în anul 1912 obține diploma de medic chirurg, fiind al 47-lea medic român din Imperiul Austro-Ungar, după cum și el își spunea. Universitatea din Budapesta îi va acorda, la împlinirea a 50 de ani de la absolvirea Facultății de Medicină, o medalie cu acestă ocazie.

## Viața și activitatea
După absolvirea studiilor medicale este mobilizat, în contextul izbucnirii Primului Război Mondial, ca medic în actuala Bosnia-Herțegovina, apoi a fost trimis pe frontul italian, de unde va fi mai târziu transferat pe frontul din Galiția. Luptă în prima linie a frontului fiind rănit și dus la Viena pentru refacere. De aici este transferat în Transilvania pentru a fi medic de spital în regiunea Blaj - Brașov. La Brașov este numit comandant al unui spital militar din zonă, avându-l în subordine pe Iuliu Hațieganu, viitor medic de reputație, al cărui nume îl poartă actualmente Universitatea de Medicină și Farmacie din Cluj-Napoca. La sfârșitul războiului devine președinte al Gărzii Naționale Române din Brașov și președinte al Consiliului Național din Bran. De aici pleacă la Alba Iulia ca delegat al Bran-ului la Marea Adunare din 1 decembrie 1918, unde îi întâlnește pe Cornel Cozma, unul dintre comandanții gărzii orașului, sau pe Mircea Suciu Sibianu, medic militar și acesta.
După acest eveniment memorabil, Aurel Stoian preferă, în ciuda posturilor mult mai avantajoase care i se oferă, să rămână medic de circumscripție la spital din Bran, pe care îl creează în 1922, devenind cel mai bun medic pe care ținutul l-a avut. Participă activ la combaterea sifilisului și a tuberculozei din zonă, regiunea fiind dată drept exemplu de către Institutul de Igienă din Cluj, condus de către profesorul Iuliu Moldovan, ca model de organizare medico-sanitară.
Ca mulți medici și tineri din vremea Primului Război Mondial, este înrolat între anii 1939-1940 în trupele armatei române, cu gradul de medic-căpitan. Întors după război în comunitatea locuitorilor Branului, pe care i-a iubit și i-a protejat întotdeauna, devine medic de familie, iar din anul 1950 medic în secția de boli cronice a Spitalului din Bran, unde și-a desfășurat activitatea până în anul 1968 când se pensionează la vârsta de 82 de ani. Moare la data de 26 ianuarie 1979, după o viață împlinită și bogată în evenimente ce au schimbat nu numai soarta acestuia, ci și soarta întregii Românii.